# Лубенкино
Лубенкино — деревня в Камешковском районе Владимирской области России, входит в состав Пенкинского муниципального образования.

## География
Деревня расположена в 7 км на северо-восток от центра поселения деревни Пенкино и в 33 км на юг от райцентра Камешково.

## История
В конце XIX — начале XX века деревня входила в состав Пенкинской волости Владимирского уезда, с 1924 года — в составе Второвской волости. В 1859 году в деревне числилось 45 дворов, в 1905 году — 75 дворов, в 1926 году — 85 хозяйств и начальная школа.
С 1929 года деревня входила в состав Пироговского сельсовета Владимирского района, с 1940 года — в составе Пенкинского сельсовета Камешковского района, с 2005 года — в составе Пенкинского муниципального образования.

## Население
| 1859 | 1905 | 1926 |
| ---- | ---- | ---- |
| 255  | 376  | 437  |

| 1859 | 1905 | 1926 | 2002 | 2010 | 2021 |
| ---- | ---- | ---- | ---- | ---- | ---- |
| 255  | ↗376 | ↗437 | ↘10  | ↘2   | ↗36  |